# Ciclone Gonu
O ciclone Gonu (designação do JTWC: 02A, também conhecido como super tempestade ciclônica Gonu) foi o segundo ciclone tropical mais forte registrado no Mar Arábico desde que os registros começaram, e sendo um dos ciclones mais fortes do Oceano Indico Norte. Sendo o segundo sistema nomeado da temporada de ciclones no Oceano Índico norte de 2007, Gonu formou-se de uma persistente área de convecção de ar no leste do Mar Arábico em 1º de Junho. Com condições ambientais de altos níveis favoráveis e águas quentes, o sistema intensificou-se rapidamente, alcançando o pico de intensidade de cerca de 240 km/h (3 minutos sustentados, de acordo com o Departamento Meteorológico da Índia - DMI), ou 270 km/h (1 minuto sustentado, de acordo com o Joint Typhoon Warning Center - JTWC). Gonu enfraqueceu-se após encontrar ar seco proveniente da Península Arábica e águas frias. O centro de Gonu atingiu o extremo leste de Omã, tornando-se o ciclone tropical mais forte já registrado a atingir a Península Arábica. Ciclones intensos como Gonu são extremamente raros no Mar Arábico, pois a maioria dos sistemas tropicais que se formam lá são pequenos, de pouca intensidade e se dissipam rapidamente.
O ciclone causou cerca de $4 bilhões de dólares americanos em danos e mais de 50 mortes em Omã, onde o ciclone foi considerado o pior desastre natural já registrado no país. Gonu causou chuvas torrenciais na costa leste do país, alcançando 610 mm em alguns pontos, que causou enchentes e muitos danos. No Irã, o ciclone causou 23 fatalidades e $215 milhões de dólares americanos.

## História meteorológica

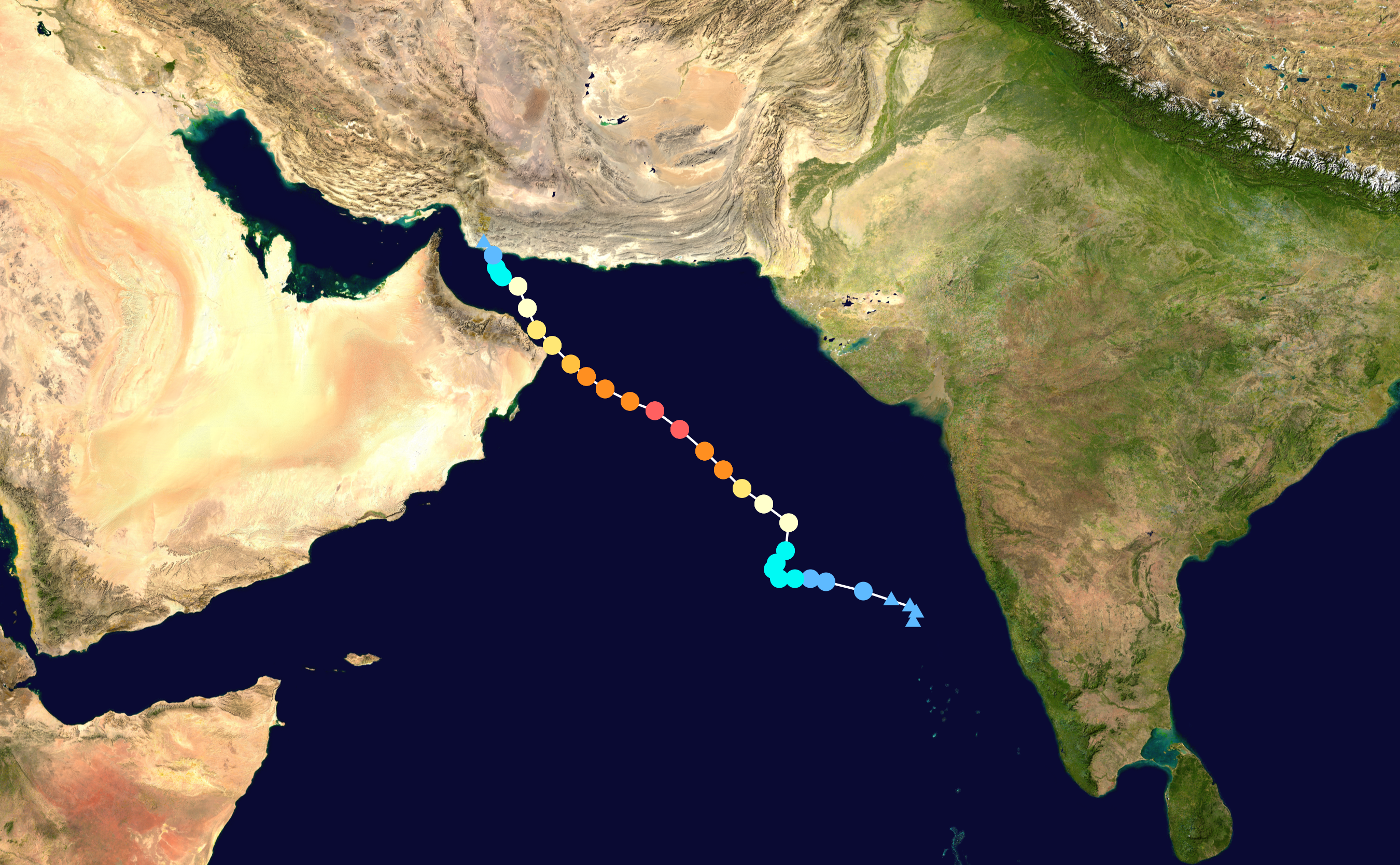
O caminho de Gonu

Em 27 de maio de 2007, uma extensa área de convecção persistia sobre o sudeste do Mar Arábico. Em 31 de Maio, uma perturbação tropical organizada formou-se a cerca de 645 km ao sul de Bombaim, Índia, com áreas ciclônicas de convecção e uma circulação ciclônica de médios níveis bem definida. Inicialmente, o sistema não apresentava uma circulação ciclônica de superfície; ao invés disso, o sistema consistia-se de fortes divergência ao longo do extremo oeste de um cavado de superfície.
Com condições ambientais de altos níveis favoráveis, as áreas de convecção de ar se intensificaram e em 1º de Junho, uma circulação ciclônica de superfície se formou. No final do mesmo dia, o sistema aumentou em tamanho e o Departamento Meteorológico da Índia (DMI) classificou o sistema como uma depressão. A depressão deslocou-se para oeste ao longo da periferia meridional de uma crista que estava sobre o sul da Índia. As áreas de convecção continuaram a se organizar e no começo da madrugada de 2 de Junho, o Joint Typhoon Warning Center (JTWC) classificou o sistema como o ciclone tropical "02A" enquanto o sistema estava localizado a cerca de 685 km a sudoeste de Bombaim, Índia.
Assim que o sistema tornou-se uma depressão, competia com a entrada de correntes de ar seco ao seu noroeste; era esperado que isto fosse limitar a intensificação do sistema. A tempestade continuou a se intensificar firmemente; no começo da madrugada de 2 de Junho, o DMI classificou o sistema como uma depressão profunda. Depois, ainda no mesmo dia, o DMI classificou a depressão profunda como a tempestade ciclônica Gonu, o segundo sistema nomeado da temporada de ciclones no Oceano Índico norte de 2007. Neste momento, Gonu encontrava-se a cerca de 760 km a sudoeste de Bombaim, Índia. O nome Gonu foi dado pelas Maldivas e significa "bolsa feita de folhas de palmeira" em Dhivehi, o idioma falado em Maldivas. Assim que um cavado de média latitude  formou-se sobre o Paquistão, Gonu começou a se deslocar para norte e então para nordeste, embora a parte norte do sistema tenha se regenerado. Com isso, Gonu voltou a seguir para oeste.
Com uma área de convecção de ar intensa, Gonu intensificou-se rapidamente e em 3 de Julho, o sistema alcançou a força de uma tempestade ciclônica severa. Com bons fluxos externos, o JTWC classificou o sistema como um ciclone tropical equivalente a categoria 1 na escala de furacões de Saffir-Simpson. O ar seco provocou efeitos menores do que anteriormente tinha sido previsto. assim que a tempestade se deslocava ao longo do eixo de uma crista de altos níveis, os fluxos externos da tempestade se intensificaram e, combinado com um aumento local da temperatura da superfície do mar, Gonu rapidamente aprofundou-se e um olho bem definido formou-se no centro das áreas de convecção.
No final de 3 de Junho, o DMI classificou a tempestade como a tempestade ciclônica muito intensa Gonu, depois que ele já tinha se tornado o ciclone tropical mais intenso já registrado no Mar Arábico. Com fracos ventos de cisalhamento e fluxos externos favoráveis de altos níveis, Gonu fortaleceu-se mais, atingindo o pico de intensidade, com ventos constantes (1 minuto sustentado) de 270 km/h com rajadas de 315 km/h. Neste momento, Gonu estava localizado a 285 km a leste-sudeste de Maceira, próximo à costa de Omã. baseados em suas estimativas, Gonu foi o ciclone tropical mais forte já registrado no Oceano Índico norte. O DMI classificou o sistema como a super tempestade ciclônica Gonu no final de 4 de junho, com ventos constantes (10 minutos sustentados) de 240 km/h e uma pressão atmosférica mínima estimada de 920 mbar.

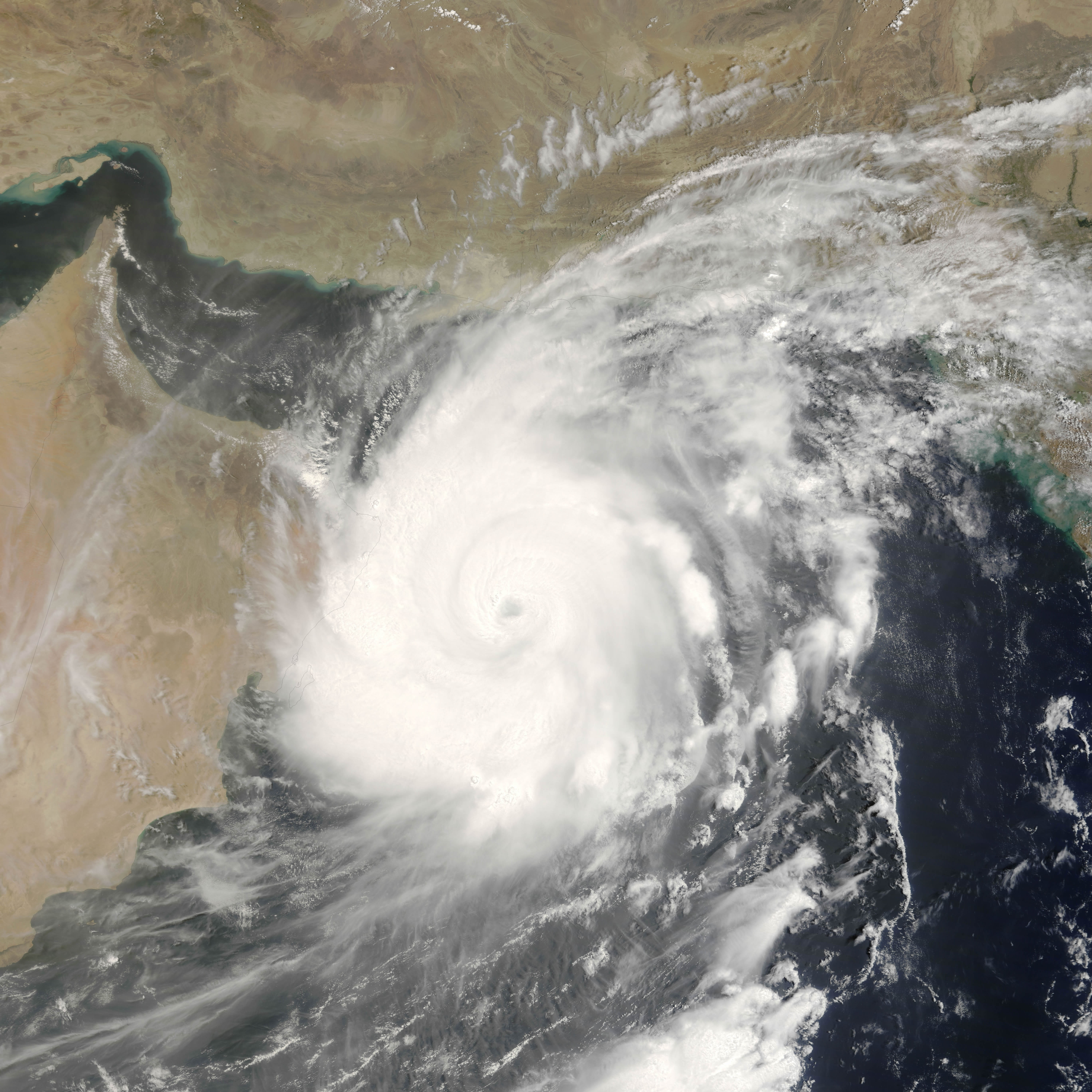
A tempestade ciclônica muito intensa Gonu aproximando-se da costa de Omã

Depois de manter o pico de intensidade por cerca de 9 horas, o DMI classificou Gonu para uma tempestade ciclônica muito severa no começo da madrugada de 5 de Junho. Seu olho ficou cheio de nuvens e irregular e o ciclone se enfraqueceu gradualmente assim que continuava a mover-se para noroeste sobre águas frias e sendo afetado por correntes de ar seco provenientes da Península Arábica Devido à interação da circulação ciclônica de Gonu com a Península Arábica, seu núcleo interno de convecção de ar se enfraqueceu rapidamente e 24 horas depois, os ventos constantes máximos não passavam de 95 km/h. De acordo com o DMI, o centro de gonu passou pelo extremo leste de Omã. com isto, Gonu tornou-se o ciclone tropical mais forte a atingir a Península Arábica. Embora os ventos máximos constantes continuassem a diminuir gradualmente assim que sua circulação ciclônica interagia com a Península Arábica, em geral Gonu ficou mais bem organizado nas horas antes do centro de Gonu ter atingido a costa de Omã, mantendo um olho fraco. Depois de emergir no Golfo de Omã, o ciclone se fortaleceu ligeiramente. Ventos de cisalhamento em fortalecimento e a entrada de ar seco da Península Arábica continuaram a remover as áreas de convecção profunda de seu semicírculo leste.
Em 6 de Junho, o ciclone começou a mover-se para norte-noroeste assim que um cavado de onda curta enfraqueceu a crista que guiava Gonu para oeste. Depois, naquele dia, o JTWC "rebaixou" gonu para o status de uma tempestade tropical. Logo depois, o DMI fez o mesmo, "rebaixando" Gonu para uma tempestade ciclônica sevara e depois para uma tempestade ciclônica no começo da madrugada de 7 de Junho. Seis horas depois, Gonu atingiu a costa do Irã na região de Makran e logo depois o DMI parou de emitir avisos sobre o ciclone.

## Preparativos
O presidente do Comitê Nacional para a Defesa Civil de Omã advertiu que a nação já tinha desenvolvido um plano de contingência, que incluía a ativação do exército e de contingente policial para depois da passagem da tempestade. Era esperado danos significativos, especialmente nas áreas do nordeste do país, junto com 150 mm de chuva e ventos muitos fortes. As autoridades recomendaram aos cidadãos a saírem das áreas que iriam potencialmente ser afetadas pelo ciclone. Cerca de 7.000 pessoas tiveram que deixar a ilha de Maceira devido à ameaça de ondas fortes e ventos fortes. No geral, mais de 20.000 pessoas recorreram a abrigos emergenciais. Omã declarou estado de emergência em preparativo para a chegada de Gonu. O serviço nacional de meteorologia do Omã alertou que o ciclone iria ser pior  do que o ciclone destrutivo que atingiu a Ilha de Maceira em 1977. O terminal petrolífero de Mina al Fahal ficou fechado por três dias devido à ameaça da tempestade. As autoridades de Omã fecharam escritórios governamentais por dois dias e declararam feriado nacional de cinco dias também devido à ameaça do ciclone. Muitos estabelecimentos comerciais já tinham fechado antes do anúncio oficial. Autoridades no Aeroporto Internacional de Mascate, em Mascate, Omã, cancelaram todos os vôos com partida ou destino à cidade depois das 20:00 UTC de 5 de Junho, também devido ao ciclone.
Na Arábia Saudita e nos Emirados Árabes Unidos, ambos membros da OPEP, não houve avisos sobre a chegada de Gonu. Não era esperado que a tempestade interrompesse a produção de petróleo nos dois países. O preço do petróleo  subiu no começo da madrugada de 5 de Junho devido à preocupação sobre possíveis interrupções de fornecimento de petróleo causados por Gonu e ameaça de futuros ataques na Nigéria, o maior produtor de petróleo africano. O petróleo cru para a entrega em Julho subiu $1,13 dólares americanos, ou 1,7% na segunda no New York Mercantile Exchange (NYMEX), a cotação mais alta desde 21 de Maio de 2007. Os preços do petróleo em contratos futuros alcançou $66,48 dólares americanos, o maior pico diário desde 30 de Abril, fechando o dia em $65,95, queda de 26 cents, horas depois no comércio eletrônico da Singapura em 9:43 AM Tom Kloza, analista chefe do Serviço de Informação do Preço do Petróleo, disse que duvidava que o aumento do preço do petróleo fosse atribuído a Gonu. "Eu não sei se você pode atribuir qualquer ganho ao ciclone", ele disse. "É uma desculpa, como oposição à razão, para o aumento nos preços".
No Paquistão, autoridades recomendaram aos pescadores para se manterem no máximo a 30 quilômetros de distância da costa, a fim de evitarem as ondas fortes causadas por gonu em águas abertas. Autoridades navais nos Estados Unidos alertaram aos navios para evitarem o ciclone no Mar Arábico.
O Departamento Meteorológico do Irã declarou avisos de tempestade para a costa sudeste do país; a agência antecipou precipitações e rajadas de vento moderadas a fortes. Antes da chegada do ciclones, cerca de 40.000 saíram de áreas costeiras. isto inclui cerca de 4.000 estudantes da Universidade Internacional de Chabahar. Todos os vôos com destino ou saída de Chabahar foram cancelados por 48 horas. Além do mais, hospitais da província iraniana de Sistão-Baluchistão foram postos em alerta vermelho. A crescente vermelha adiantaram a entrega de suprimentos de emergência.

## Impactos
O ciclone atrasou a chegada de uma frente de Monção em Gates Ocidentais, Índia.
Cerca de sete horas da passagem de Gonu sobre o leste e o nordeste de Omã, as bandas externas de ciclone começaram a causar chuvas torrenciais e ondas fortes. Em algumas áreas costeiras, a precipitação alcançou 610 mm de chuva. Gonu produziu ondas fortes ao longo de boa parte da costa de Omã, deixando muitas rodovias costeiras inundadas. Ventos fortes causaram a interrupção do fornecimento de eletricidade e de telefonia ao longo da região leste do país, deixando milhares isolados até que os reparos fossem feitos horas depois. A ciclone causou extensivos danos ao longo da costa, incluindo a cidade de Sur e a vila de Ras al Hadd localizada no extremo leste do país. Em Mascate, os ventos alcançaram 100 km/h, deixando a capital sem eletricidade. Ondas fortes e chuvas torrenciais inundaram ruas e certos prédios.Nos esforços de evitarem acidentes com eletricidade, policiais enviaram mensagens de texto para os moradores para evitarem certas ruas onde tinham linhas de condução de energia elétricas caídas. O terminal de gás natural liquefeito em Sur, que armazenava cerca de 10 milhões de toneladas de gás em cada anos foi severamente afetada pela tempestade e teve que ser desativada. De acordo com a agência de notícias de Omã, o ciclone matou 49 pessoas no país, deixando outras 27 desaparecidas. Cerca de 20.000 pessoas foram afetadas, e os danos foram calculados em $4 bilhões de dólares americanos, fazendo de Gonu o pior desastre natural da história de Omã.

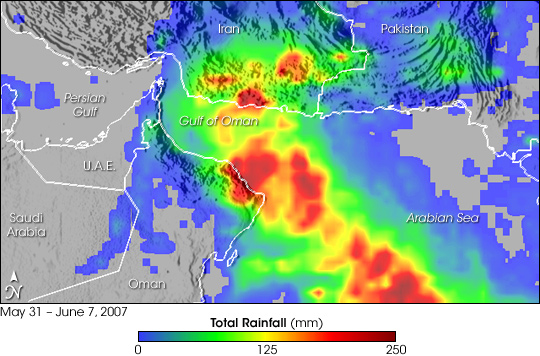
Mapa mostrando a precipitação associada de Gonu entre 31 de Maio e 7 de Junho. As áreas vermelhas mostram as regiões onde a precipitação passou de 200 mm

Ondas fortes levaram grandes quantidades de água para áreas costeiras em Fujeira, na costa dos Emirados Árabes Unidos, forçando o fechamento de rodovias e o desvio do tráfico. A Defesa Civil e a Polícia foram chamados para controlar o fechamento de rodovias enquanto trabalhadores municipais drenavam a água para fora das rodovias. A rodovia que conecta Quelba a Fujeira ficou fechado por estar submerso pela água salgada do mar. As ondas na costa chagaram a 10 m de altura que destruíram cerca de uma dezena de barcos de pesca. Cerca de outros 300 barcos ficaram encalhados ou perderam seus equipamentos. Os danos foram severos no porto de Fujeira. Um barco afundou no porto, deixando dez passageiros desaparecidos.
Depois de atingir o Irã, Gonu causou chuvas moderadas e fortes. Em Chabahar foi registrado 74 mm de precipitação. Os ventos alcançaram 111 km/h, que causaram interrupções no fornecimento de eletricidade e danificaram algumas casas feitas de barro. A interrupção de eletricidade deixou alguns incêndios na cidade de Chabahar. Cerca de 40 casas foram afetadas pelas enchentes. Algumas rodovias importantes da região foram temporariamente fechadas. Em algumas localidades, o ciclone Gonu produziu uma maré de tempestade de 2 metros sendo que algumas casas foram danificadas. Na localidade de Bandar-e-gaz, as chuvas fortes transbordou um rio, que matou três pessoas, quando um veículo caiu em suas águas. As enchentes causadas pelas chuvas fortes também destruíram uma barragem no Condado de Nikshahr. No país, o ciclone causou 23 fatalidades, incluindo 20 afogamentos. Os danos no Irã foram estimados em $2 bilhões de Riais iranianos (216 milhões de dólares americanos.

## Após a tempestade
O Aeroporto Internacional de Mascate, em Mascate, Omã, reabriu após três dias de fechamento. O porto de Fujeira, nos Emirados Árabes Unidos, reabriu em 7 de Junho após ter fechado por 24 horas. O ciclone causou poucos impactos nas estações extratoras de petróleo ao longo de seu caminho. Como resultado disto, o preço do barril de petróleo caiu mais de $2 dólares. Em Omã, a produção de água dessalinizada foi interrompido; as duas estações dessalinizadoras de água pararam. A primeira, a Estação de Gubra, perdeu seus suprimentos de gás natural, parando a produção. A segunda, Borca, teve seus equipamentos danificados pela enchente. estas estações proviam água potável para mais de 631.000 residentes em Mascate e áreas vizinhas, causando severos cortes de água no leste de Omã. Para corrigir esta situação, autoridades usaram caixa d'água. O fornecimento de água voltou para uma situação quase normal em cinco dias, assim que as duas estações voltaram a funcionar. Além do mais, eletricistas trabalharam rapidamente para reparar os danos no sistema de fornecimento de eletricidade. Cinco dias após Gonu ter atingido Omã, as utilidades públicas voltaram ao funcionamento na maior parte de Mascate e das províncias costeiras. O Exército de Omã ajudou os residentes a retornarem às suas casas. Apesar do governo de Omã não ter pedido qualquer ajuda internacional, os Estados Unidos ofereceram ajuda através de seus navios que estavam na área, mas a ajuda foi rejeitada. O país perdeu cerca de $200 milhões de dólares americanos em exportações de petróleo.
Depois da passagem do ciclone, a filial do Irã da crescente vermelha e seus voluntários trabalharam junto com militares para distribuir suprimentos de emergência em povoamentos isolados usando caminhões e helicópteros. O grupo de trabalho na província de Sistão-Baluchistão distribuiu mais de 10.000 cobertores, 1.300 tendas, 400 peças de roupas, 82.000 pães e 87.000 garrafas de água para os cidadãos afetados.